# Left of the Middle
Left of the Middle è il primo album in studio della cantante australiana Natalie Imbruglia, pubblicato in Europa il 4 novembre 1997 e negli Stati Uniti il 10 marzo 1998.

## Tracce
1. Torn – 4:04 (Scott Cutler, Anne Preven, Phil Thornalley)
2. One More Addiction – 3:30 (Natalie Imbruglia, Dave Munday, Phil Thornalley)
3. Big Mistake – 4:32 (Natalie Imbruglia, Mark Goldenberg)
4. Leave Me Alone – 4:21 (Natalie Imbruglia, Andy Wright)
5. Wishing I Was There – 3:52 (Natalie Imbruglia, Colin Campsie, Phil Thornalley)
6. Smoke – 4:37 (Natalie Imbruglia, Matt Bronleewee)
7. Pigeons and Crumbs – 5:21 (Natalie Imbruglia, Mark Goldenberg)
8. Don't You Think? – 3:55 (Colin Campsie, Phil Thornalley)
9. Impressed – 4:47 (Natalie Imbruglia, Rick Palombi, Nick Trevisik)
10. Intuition – 3:22 (Natalie Imbruglia, Dave Munday, Phil Thornalley)
11. City – 4:33 (Natalie Imbruglia, Phil Thornalley) – + 5:00 di silenzio in coda alla traccia
12. Left of the Middle – 3:46 (Natalie Imbruglia, Steve Booker)

## Classifiche

### Classifiche settimanali
| Classifica (1997/98) | Posizione massima |
| -------------------- | ----------------- |
| Australia            | 1                 |
| Austria              | 11                |
| Belgio (Fiandre)     | 2                 |
| Belgio (Vallonia)    | 11                |
| Canada               | 9                 |
| Europa               | 3                 |
| Finlandia            | 8                 |
| Francia              | 14                |
| Germania             | 4                 |
| Italia               | 2                 |
| Norvegia             | 38                |
| Nuova Zelanda        | 10                |
| Paesi Bassi          | 2                 |
| Portogallo           | 3                 |
| Regno Unito          | 5                 |
| Stati Uniti          | 10                |
| Svezia               | 2                 |
| Svizzera             | 3                 |

### Classifiche di fine anno
| Classifica (1997) | Posizione |
| ----------------- | --------- |
| Regno Unito       | 41        |
| Classifica (1998) | Posizione |
| Australia         | 5         |
| Belgio (Fiandre)  | 12        |
| Belgio (Vallonia) | 36        |
| Francia           | 40        |
| Germania          | 22        |
| Paesi Bassi       | 25        |
| Regno Unito       | 19        |
| Stati Uniti       | 39        |
| Svizzera          | 24        |